# Q-Unique
Pour les articles homonymes, voir Unique.
Anthony « Q-Unique » Quiles, né dans le quartier de Brooklyn à New York, est un rappeur, chanteur et producteur américain. Il fut membre du groupe Arsonists, et fait actuellement une carrière de rappeur solo ainsi qu'en tant que chanteur dans le groupe de hard-rock Stillwell.

## Biographie

### Début dans le hip-hop
Q-Unique commence à rapper vers 1988 . C'est entre 1989 et 1990 que le célèbre breaker Crazy Legs le fait entrer dans le Rock Steady Crew. 

### Arsonists
En 1995, il crée avec D-Stroy, Freestyle, Swel Boogie et Jise One le groupe Arsonists. Ils sortent en 1996 le single The Session qui leur ouvre les portes des labels et leur permet d'enregistrer et de mettre en vente trois ans plus tard leur premier album As the World Burns. Si c'est un succès critique, il peine malgré tout à se vendre. 
En 2001, alors que D-Stroy et Freestyle partent du groupe, ils sortent Date of Birth.

### Carrière solo

#### Vengeance is mine
Après la séparation de Arsonists, il se lance dans un projet solo avec l’aide de son ami, Ill Bill du groupe Non Phixion et directeur général de Uncle Howie Records. 
Il sort, en 2004, l’album Vengeance Is Mine. Le titre de l'album est à ces yeux révélateurs de son état de l'époque, considérant désormais que sa vengeance, « sur toutes les difficultés qu’il a traversées », « les situations auxquelles il a dû faire face dans le milieu de la musique et en dehors », est sienne. 
Cet album est très introspectif. En effet, durant le processus d’écriture, il dit avoir dû abaisser ses barrières pour révéler son monde, ce qu’il est, parlant ainsi de ses expériences, opinions, perversions, colères et passions. 
La production de l’album a été réalisé par Necro, Jug Jug from the Beatnuts, Context, Phase 1, S. Groove, et lui-même.

#### Between Heaven & Hell
En 2010, il sort l’album Between Heaven & Hell. Pour cet album, il dit avoir voulu parler des expériences de la vie et des choses qu'il trouvait nécessaire d'aborder, tel que le fait que nous vivons, comme le titre de l'album l'indique, « balancé entre le paradis et l'enfer ». Il y renouvèle donc le travail d'introspection déjà engagé sur Vengeance Is Mine, mais de manière plus sereine, que ce dernier qui exprimait plus de colère. 
La production de l'album a été réalisé par Necro, Ill Bill, Polar Bear, Quincey Tones, Lost Sun et Q

### Stillwell
En 2005, le bassiste de Korn, Fieldy, sous la suggestion d'un ami commun, le président de Tribal Clothing, prend contact avec Q pour proposer d'enregistrer un morceau ensemble. Ce dernier accepte, et ils composent Killing Myself to Live, à la suite de quoi ils décident de former un groupe complet. Le batteur de P.O.D. Noah Bernardo et le bassiste Pablo Silva viennent compléter le groupe qui enregistre son premier album Dirtbag en 2011.
Ils prennent pour nom Stillwell qui provient d’une avenue à Brooklyn du même nom. À l’origine Q voulait l'appeler Stillwell Ave., mais il trouvait que Stillwell tout court était plus accrocheur. Le nom du groupe est directement lié à la vie de Q. En effet, elle l'a beaucoup marqué dans son enfance. Il raconte que les gens qui y habitaient étaient connus pour leurs activités illégales et mafieuses. Mais ce qu'il trouvait vraiment intéressant dans cette avenue, c’était qu'en la traversant on passait d’un quartier dur avec des maisons en mauvais état, à un quartier résidentiel avec de belles maisons familiales. D’un point de vue artistique, il aimait bien cette séparation brutale entre ces deux quartiers totalement différents, l’un rude et sombre et l’autre calme et lumineux.
Le 21 novembre 2011, Stillwell sort l’EP Surrounded by Liars. On y retrouve les morceaux, Surrounded by Liars, Trepidation, I Can't Be Stopped, Hate To Say i Told You So et Cyclone, déjà présents sur l’album Dirtbag, dans une nouvelle version ainsi que leur premier morceau Killing Myself To Live.
Le 13 novembre 2015, il sort un second album avec Stillwell nommé Raise It Up.
Si à l'origine du projet Q-Unique rappait, il s'en est éloigné au fur et à mesure pour se rapprocher du chant,.

## Discographie

### Arsonists
1999 : As The World Burns
2001 : Date Of Birth

### Solo
2004 : Vengeance Is Mine
2010 : Between Heaven & Hell

### Stillwell
2011 : Dirtbag
2011 : Surrounded by Liars
2015 : Raise It Up